# Лупан, Владимир
Владимир Лупан (рум. Vladimir Lupan; род. 26 июля 1971, Кишинёв, Молдавская ССР, СССР) — молдавский государственный и политический деятель, дипломат. Чрезвычайный и полномочный посол.
Советник президента Республики Молдова по внешней политике (2010). Депутат Парламента Республики Молдова VIII созыва (2010—2011). Постоянный представитель Республики Молдова при ООН (2011—2017).

## Биография
Родился 26 июля 1971 года в городе Кишинёв Молдавской ССР.

### Образование
В 1993 году окончил Молдавский государственный университет и Национальную школу политических и административных исследований в Бухаресте.
В 2008 году получил степень магистра искусств в области журналистики и общественных отношений в Международном независимом университете Молдовы.

### Трудовая деятельность
С 1996 по 2010 — сотрудник министерства иностранных дел и европейской интеграции Республики Молдова.
С 2008 по 2010 — директор Департамента НАТО министерства иностранных дел и европейской интеграции Республики Молдова.
С 30 апреля 2010 по 4 апреля 2011 — член военной коллегии министерства обороны Республики Молдова.
С 17 августа по 27 декабря 2010 — советник президента Республики Молдова по внешней политике.
С 24 декабря 2010 по 23 декабря 2011 — депутат Парламента Республики Молдова VIII созыва, член и заместитель председателя Либеральной партии, член Комиссии по внешней политике и европейской интеграции Парламента, член парламентской группы дружбы со странами Юго-Восточной Европы (Албания, Македония, Сербия, Черногория, Республика Босния и Герцеговина).
С 21 ноября 2011 по 5 мая 2017 — постоянный представитель Республики Молдова при ООН в ранге чрезвычайного и полномочного посла.
16 сентября 2014 года присвоен дипломатический ранг «министр-посланник».

## Семья
Женат, супруга — Родика. Сыновья — Дэн (род. 1999) и Санду (род. 2008).